# Spaans Lagoen
Spaans Lagoen is een baai en inham met binnenwater aan de zuidkust van Aruba. Het water- en natuurgebied beslaat ongeveer 70 hectare en is een van de hoogste biodiversiteitsgebieden op het eiland en in het Caribisch deel van het Koninkrijk der Nederlanden. Sedert 1980 geniet het bescherming onder de Conventie van Ramsar.

## Beschrijving
Spaans Lagoen is de enige binnenbaai op Aruba. Het is gevormd tijdens de laatste ijstijd en is ongeveer twee kilometer lang en 200 tot 500 meter breed met een wateroppervlakte van ongeveer 12 hectare of 0,12 vierkante kilometer. In de regentijd is er sprake van aanslibbing door de rooien, onder meer Rooi Taki, die erop uitlopen en hier erosiemateriaal deponeren.  De getijdeninvloed op het binnenwater heeft geleid tot een zeldzaam ecosysteem. Het gebied bevat drasland, slikwadden en mangrovemoerassen en is een belangrijke voedsel- en broedplaats voor vogels en een kraamkamer voor rifvissen, schaal- en schelpdieren. De drooggevallen slikgrond biedt tevens een ideale habitat voor de shoco, de Arubaanse holenuil. Sedert 2017 valt het onder het beheer van het Nationaal park Arikok en grenst gedeeltelijk aan dit natuurreservaat.

## Ligging
Het Spaans Lagoengebied ligt ongeveer halverwege het eiland tussen de Internationale luchthaven Koningin Beatrix en San Nicolaas, aan de zuidelijke kuststrook van Aruba. Tegenover de ingang van de baai liggen enkele kleine rifeilanden, waaronder het De-Palmeiland. 
Aan weerszijden van de monding liggen de plaatsen Balashi in het noorden en Pos Chikito in het zuiden. De naam van de lagune verwijst naar de tijd dat Spaanse kolonisten er in de 15e eeuw aan land gingen en Pos Chikito stichtten. Landinwaarts grenst het gebied aan de Franse Pas en treft men de restanten van gebouwen en installaties van de goudsmelterij Balashi, die begin 20ste eeuw in bedrijf was.

## Bruggen
Over het Spaans Lagoen lopen drie verkeersbruggen, waarvan de langste brug ongeveer 150 meter lang is. De brug op de doorgaande weg die de zuiderhelft van het eiland (in de volksmond "pariba di brug") met de noorderhelft ("pabou di brug") verbindt, loopt over de smalle kustingang. In 2017 werd deze vervangen door een nieuwe brug vernoemd naar de voormalige gouverneur Fredis Refunjol. De brug maakt deel uit van de "Groene Corridor", een tweebaans verbindingsweg tussen de luchthaven en Pos Chikito, bedoeld om San Nicolaas beter te ontsluiten. 

## Afbeeldingen

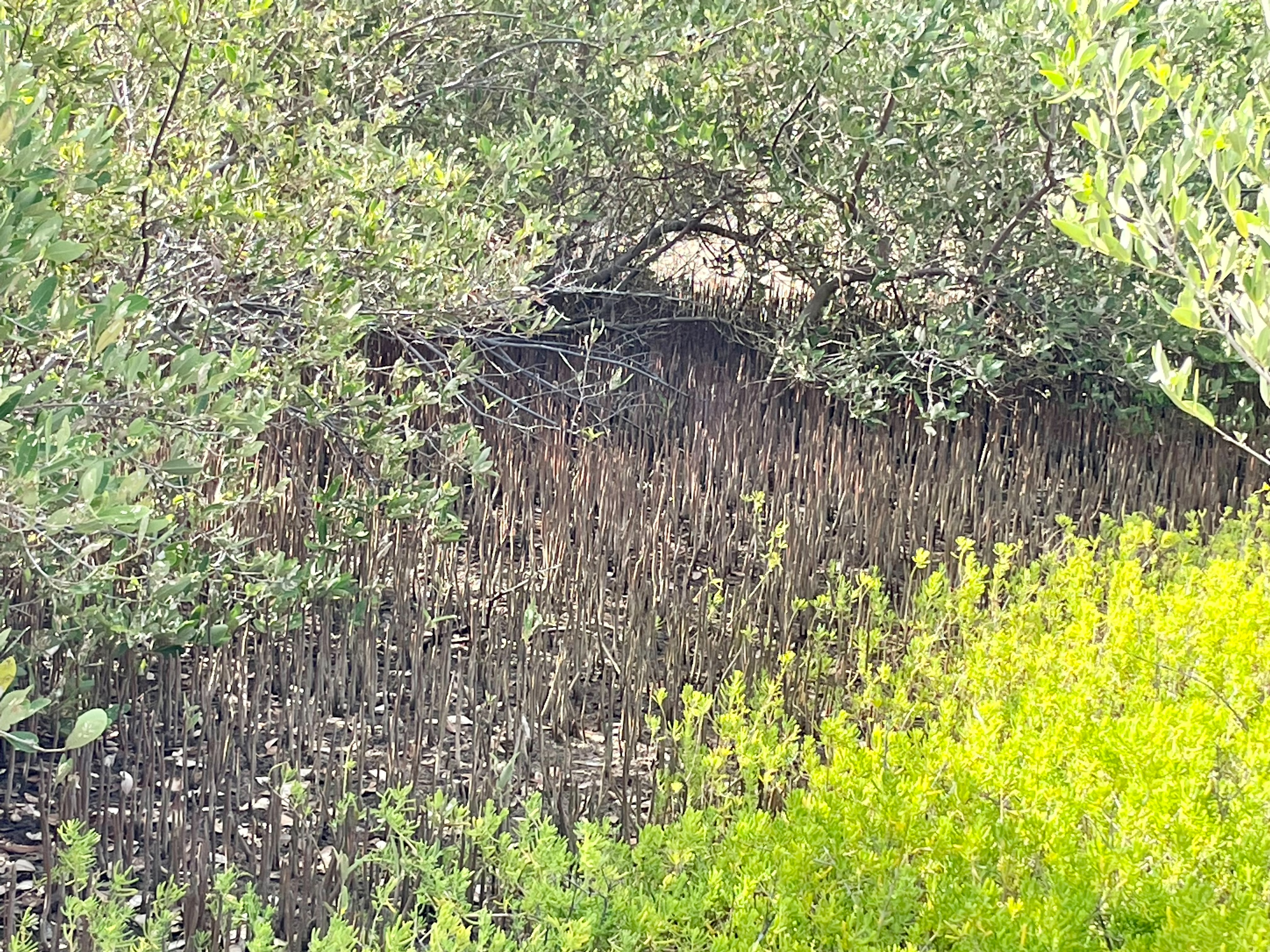
Nieuwe aangroei van het mangrovebos
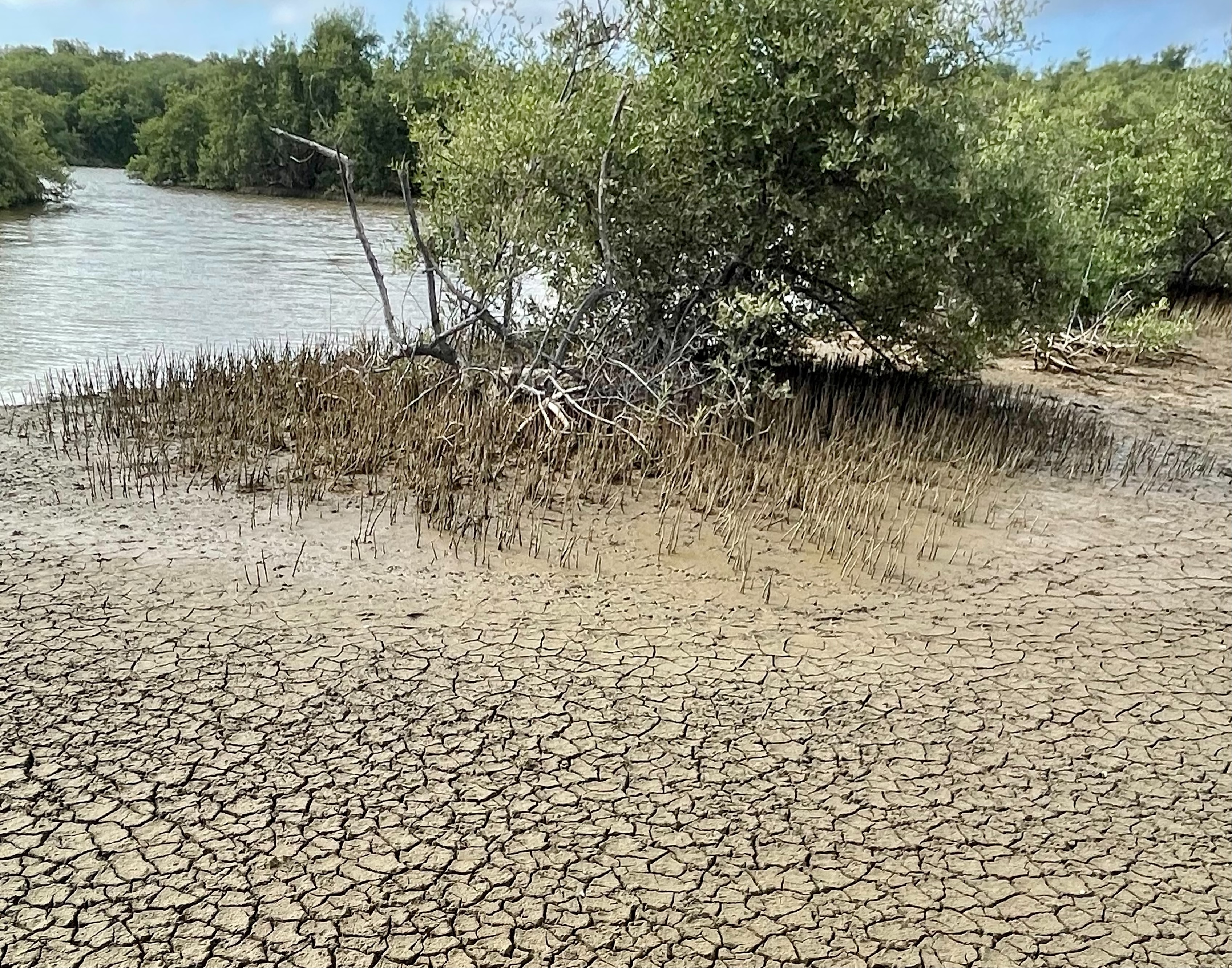
Getijdenslikwad langs de oever
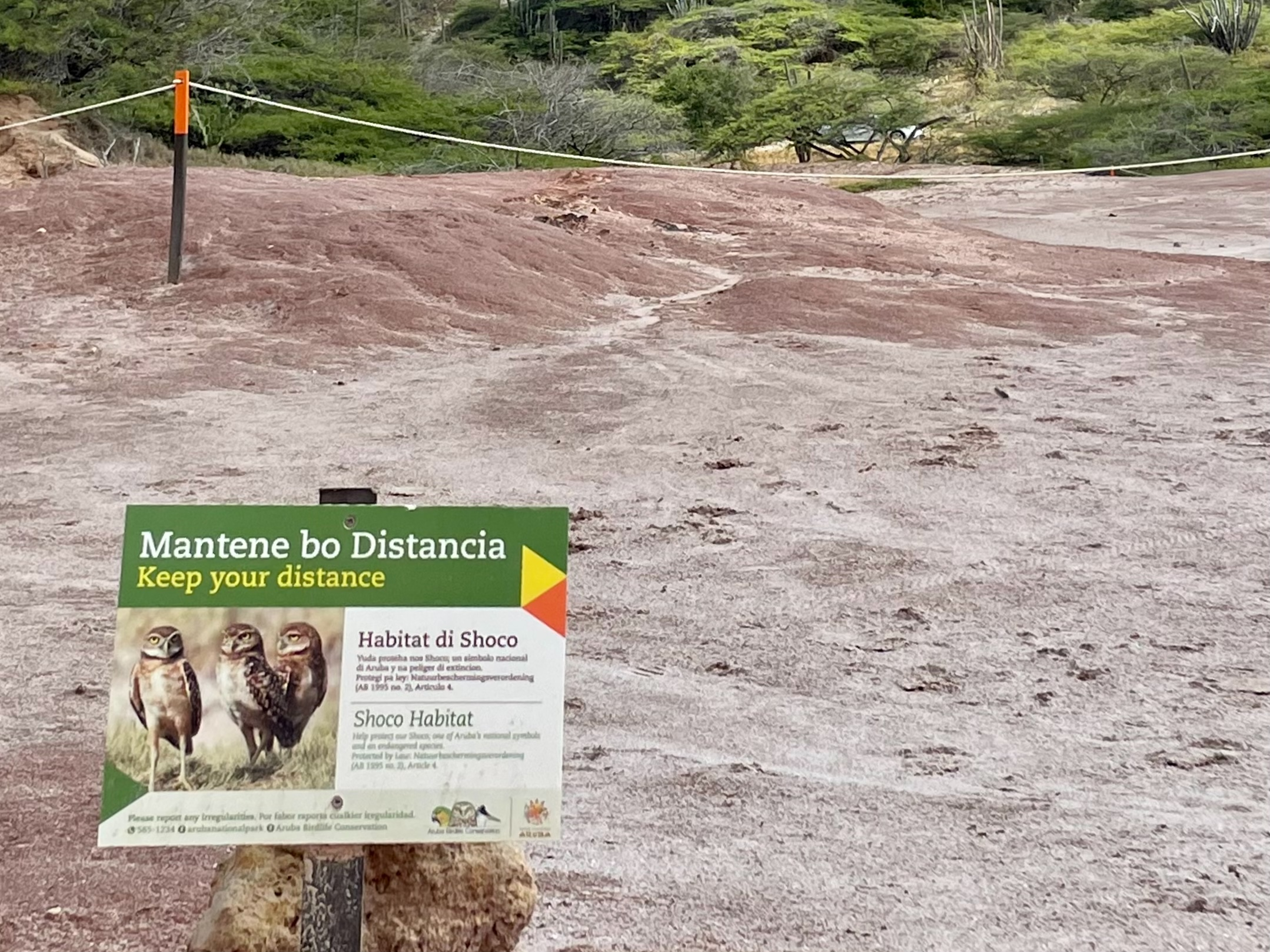
Habitat van de shoco
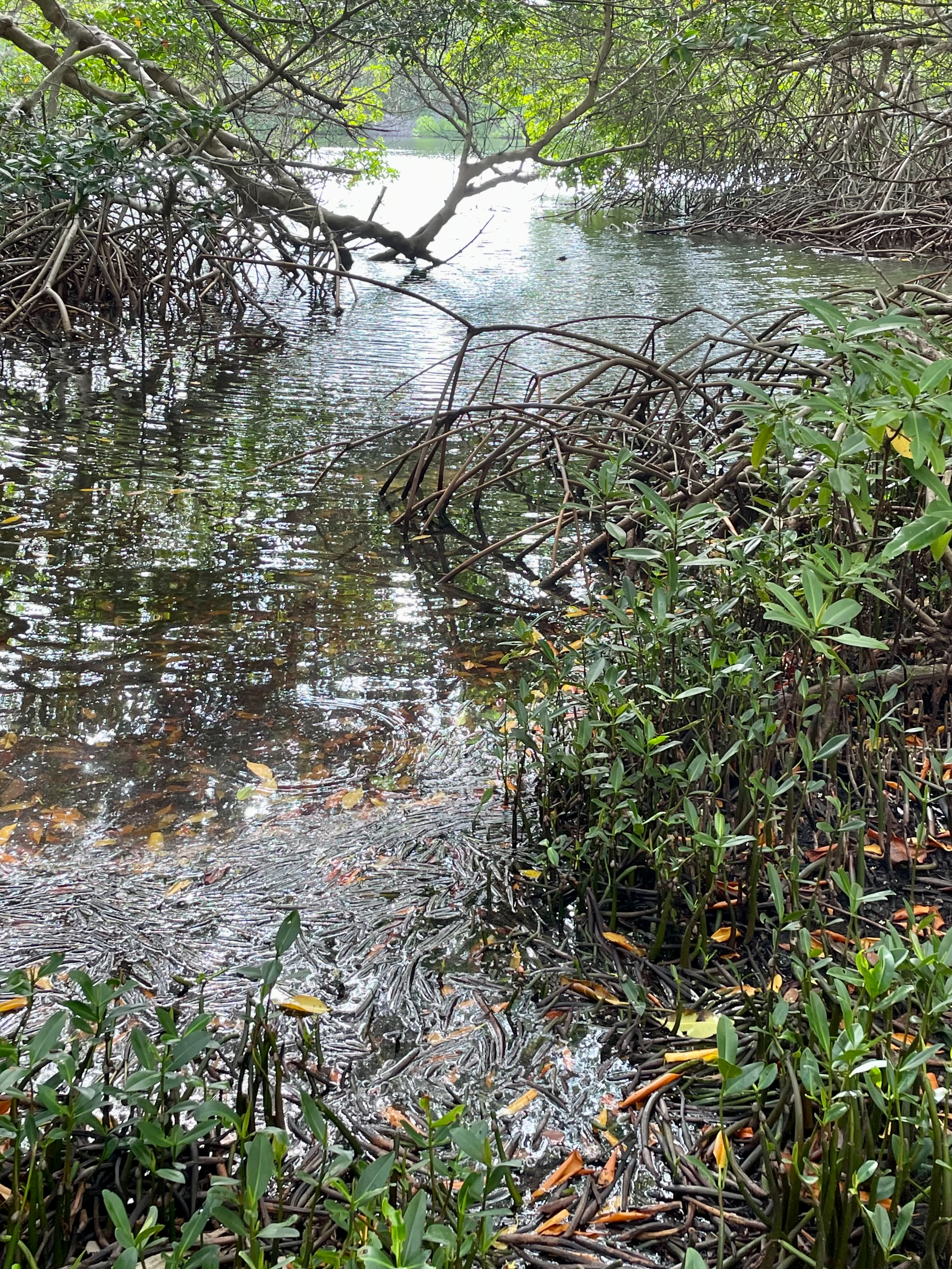
Drasland
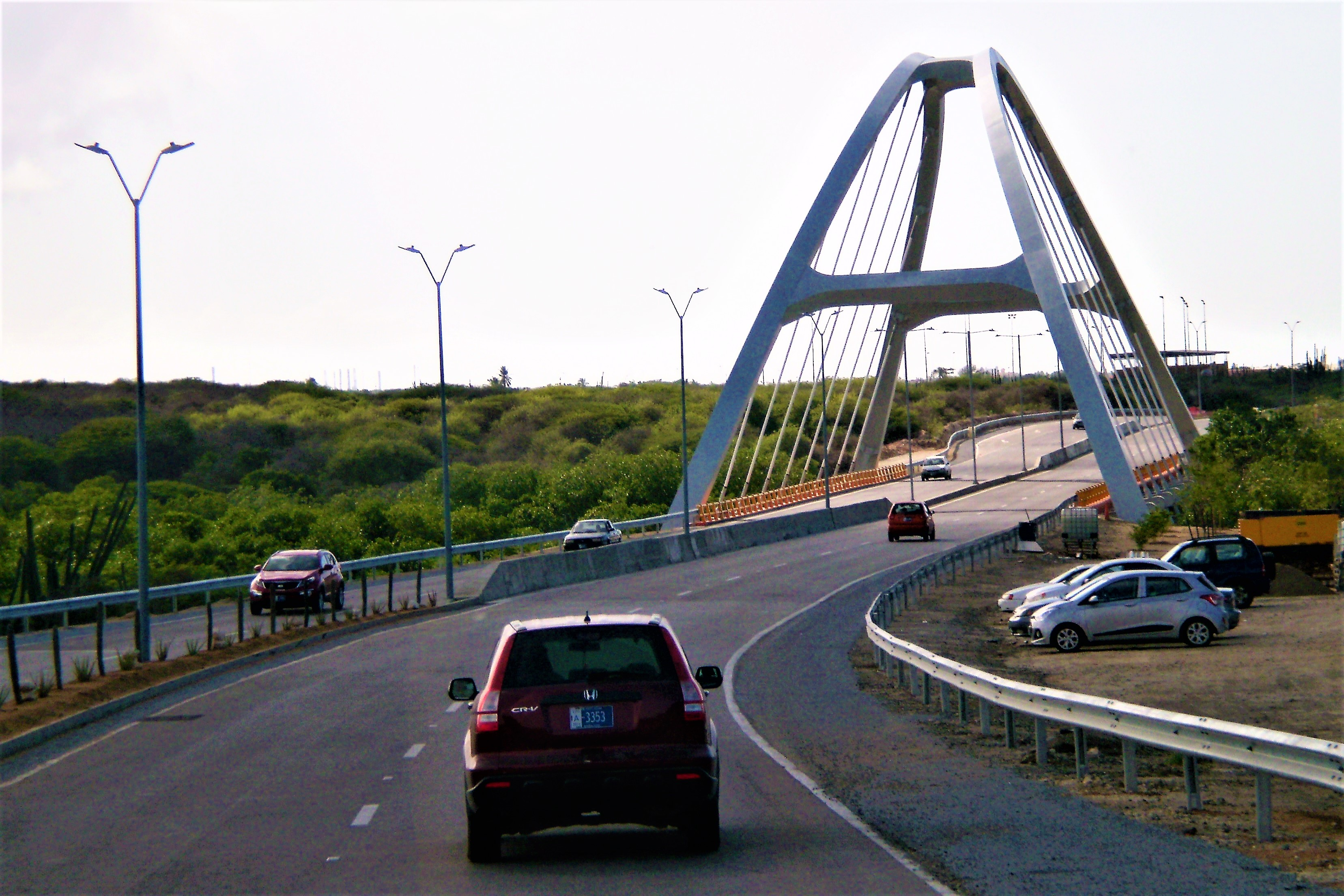
Gouverneur Fredis Refunjolbrug
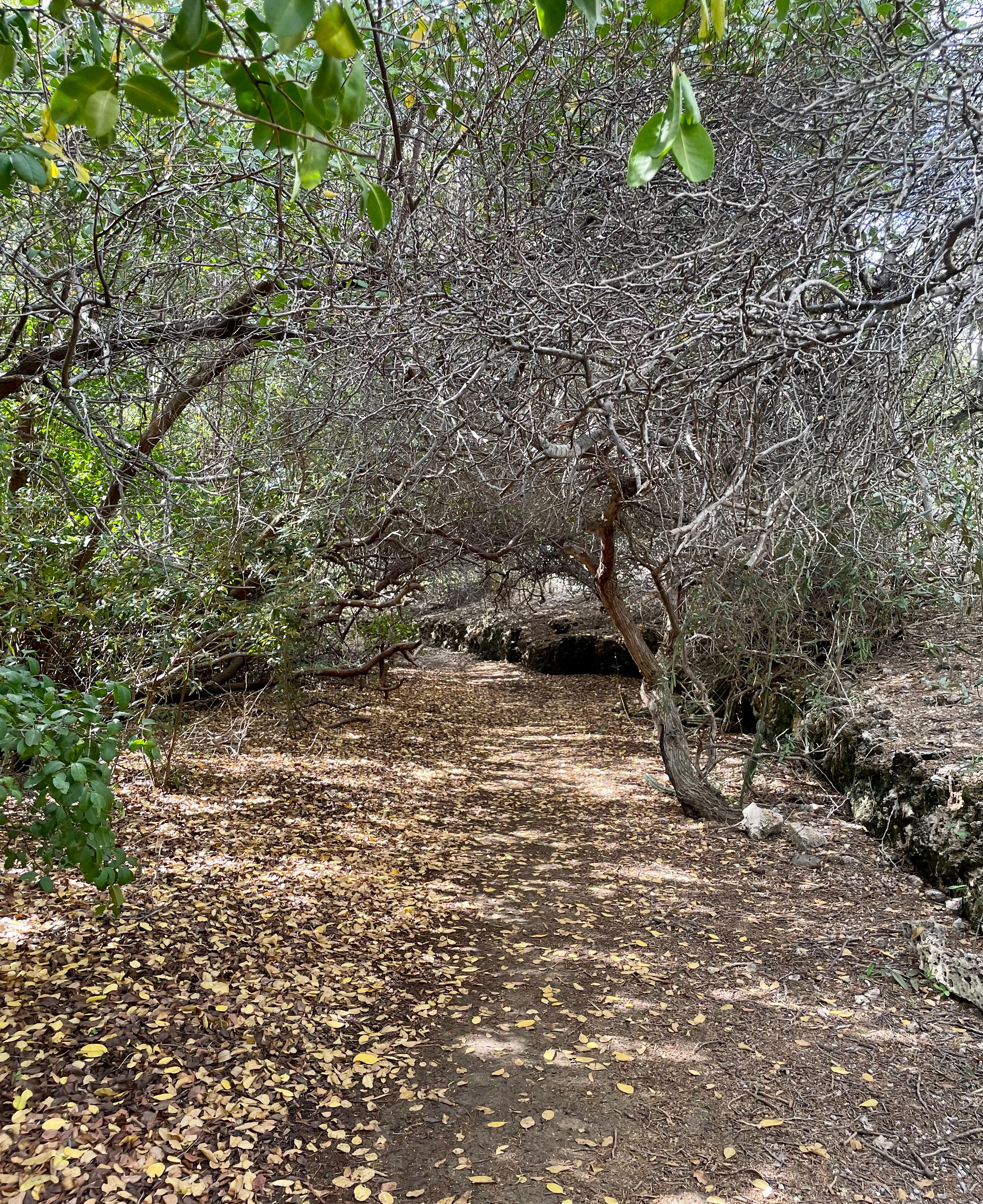
Dichte begroeiing langs de noordelijke oever